# Gerygone dorsalis
A Gerygone dorsalis a madarak osztályának verébalakúak (Passeriformes) rendjébe és az ausztrálposzáta-félék (Acanthizidae) családjába tartozó faj. A családot egyes szervezetek a gyémántmadárfélék (Pardalotidae) családjának, Acanthizinae alcsaládjáként sorolják be.

## Rendszerezése
A fajt Philip Lutley Sclater angol ornitológus írta le 1883-ban.

## Alfajai
- Gerygone dorsalis dorsalis P. L. Sclater, 1883
- Gerygone dorsalis fulvescens A. B. Meyer, 1884
- Gerygone dorsalis keyensis Büttikofer, 1893
- Gerygone dorsalis kuehni Hartert, 1900
- Gerygone dorsalis senex Meise, 1929[1]

## Előfordulása
Indonézia szigetein honos. A természetes szubtrópusi és trópusi síkvidéki esőerdők és mangroveerdők.

## Megjelenése
Testhossza 10 centiméter.

## Életmódja
Rovarokkal táplálkozik.